# Кано Пилларс
«Кано Пилларс» (англ. Kano Pillars FC) — нигерийский футбольный клуб из города Кано. Выступает в чемпионате Нигерии. Основан в 1990 году. Домашние матчи проводит на стадионе «Сани Абача», вмещающем 16 000 зрителей.

## История
Основанный в 1990 году путём слияния WRECA FC, Kano Golden Stars и Bank of the North FC, «Кано Пилларс» стал одним из ведущих клубов нигерийского футбола начала XXI века, выиграв 4 чемпионских титула. 
Воспитанниками клуба являются такие игроки, как Абиодун Барува и Сани Кейта.
В 50-е годы в тогда ещё колониальной Нигерии существовала одноимённая команда; она стала обладателем Кубка Нигерии в 1953 году и его финалистом в 1954-м.

## Достижения

### Национальные
Чемпионат Нигерии:
- Чемпионы (4): 2008, 2012, 2013, 2014
- Вице-чемпионы (1): 2010

Кубок Нигерии: 
- Финалист (1): 1991

Супер Кубок Нигерии:
- Обладатель (1): 2008

### Международные
Лига чемпионов КАФ:
- 1/2 финала (1): 2009